# Eno Raud
Eno Raud (ur. 15 lutego 1928 w Tartu, zm. 10 lipca 1996) – pisarz estoński. Pracował m.in. w Bibliotece Narodowej Estonii.
Autor wielu książek dla dzieci i młodzieży.

## Twórczość
- Roostevaba mõõk (1957)
- Kaval-Ants ja Vanapagan (1958)
- Suur Tõll (1959)
- Sõjakirves on välja kaevatud (1959)
- Mõru kook (1959)
- Kurjad mehikesed (1961)
- Kalevipoeg (1961)
- Kilplased (1962)
- Rein karuradadel (1962)
- Sipsik (1962)
- Anu ja Sipsik (1970)
- Põdrasõit (1965)
- Väike motoroller (1965)
- Helikopter ja tuuleveski (1966)
- Peep ja sõnad (1967)
- Tuli pimendatud linnas (1967)
- Etturid (1968)
- Päris kriminaalne lugu (1968)
- Huviline filmikaamera (1969)
- Kirju-Mirju (1969)
- Lugu lendavate taldrikutega (1969)
- Telepaatiline lugu (1970)
- Tark mees taskus (1971)
- Karu maja (1972)
- Konn ja ekskavaator (1972)
- Kirju-Mirju 2. osa (1974)
- Toonekurg vahipostil (1974)
- Väike autoraamat (1974)
- Kalakari salakaril (1975)
- Naksitrallid. Teine raamat (1975)
- Jälle need naksitrallid. Esimene raamat (1979)
- Jälle need naksitrallid. Teine raamat (1982)
- Märgutuled Padalaiul (1977)
- Käbi käbihäbi (1977)
- Ninatark muna (1980)
- Suvejutte veski alt (1982)
- Kassid ja hiired (1985)
- Padakonna vada (1985)
- Kilul oli vilu (1987)
- Siniste kaantega klade (1993)
- Kala kõnnib jala (1997)

## Wydania polskie
- Fikmik (przekł. z ros. Bogdan Justynowicz; ilustr. Jullita Karwowska-Wnuczak; Krajowa Agencja Wydawnicza 1976)
- Jak zając hodował ryby (przekł. z ros. Bohdan Justynowicz; ilustr. Hanna Krajnik; Krajowa Agencja Wydawnicza 1976)
- Półbutek, Chrobotek i Mufek (przekł. z estońskiego Elvi Muranyi, Joanna Trzcińska-Mejor; ilustr. Danuta Konwicka; Nasza Księgarnia 1982, ISBN 83-10-08007-7)
- Przygody Mufka, Chrobotka i Półbutka (przekł. z estońskiego Elvi Muranyi, Joanna Trzcińska-Mejor; il. Danuta Konwicka; Nasza Księgarnia 1985, ISBN 83-10-08569-9)